# Aulnoye-Aymeries
Aulnoye-Aymeries ist eine französische Stadt mit 8674 Einwohnern (Stand 1. Januar 2022) im Département Nord in der Region Hauts-de-France.
Die Kommune Aulnoye-Aymeries entstand durch die Zusammenlegung der Ortschaften „Aulnoye“ und „Aymeries“ (ursprünglich „Aimeries-sur-Sambre“). Die Fusion wurde offiziell am 28. März 1953 bestätigt.

## Geographie
Die Stadt Aulnoye-Aymeries liegt an der Sambre, 17 Kilometer südwestlich von Maubeuge und 18 km südlich der Grenze zu Belgien. Das Stadtgebiet ist Teil des Regionalen Naturparks Avesnois.
Aulnoye-Aymeries ist ein Eisenbahnknotenpunkt, an dem sich die Verbindungen von Calais nach Basel und von Paris nach Brüssel kreuzen. Seit dem Betrieb des TGV hat die Bedeutung dieser Bahnstrecken stark abgenommen. Es bestehen aber nach wie vor direkte Verbindungen nach Paris.

## Bevölkerungsentwicklung
| Jahr                       | 1962 | 1968 | 1975 | 1982   | 1990 | 1999 | 2009 | 2020 |
| Einwohner                  | 9405 | 9750 | 9917 | 10.086 | 9882 | 9206 | 8632 | 8804 |
| Quellen: Cassini und INSEE |      |      |      |        |      |      |      |      |

## Sehenswürdigkeiten
- Kirche Mariä Himmelfahrt (Église Notre-Dame-de-l'Assomption)
- Kirche Saint-Martin
- Kirche Saint-Raphaël
- Uhrturm (sog. Florentiner Turm), Monument historique

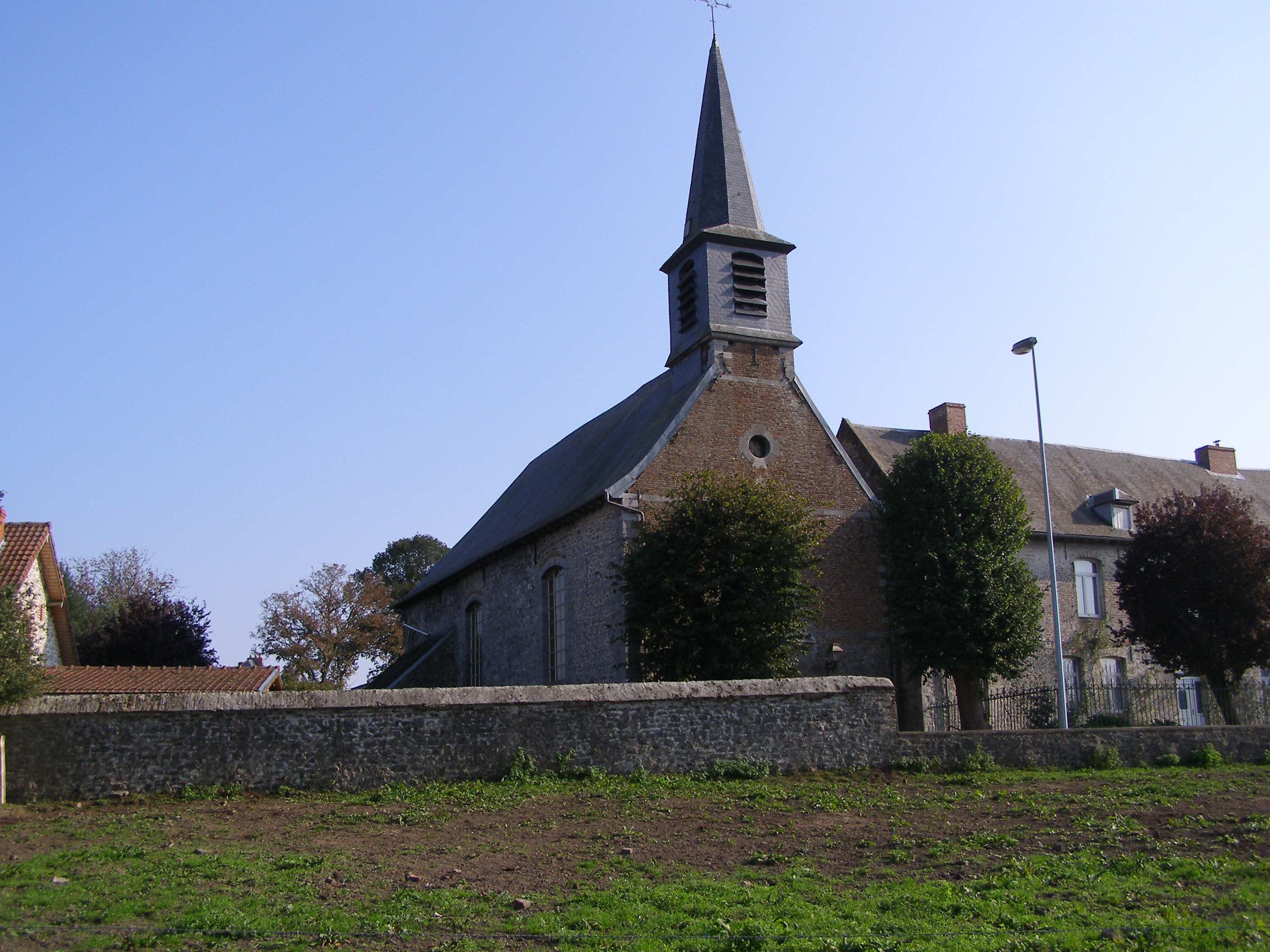
Kirche Mariä Himmelfahrt
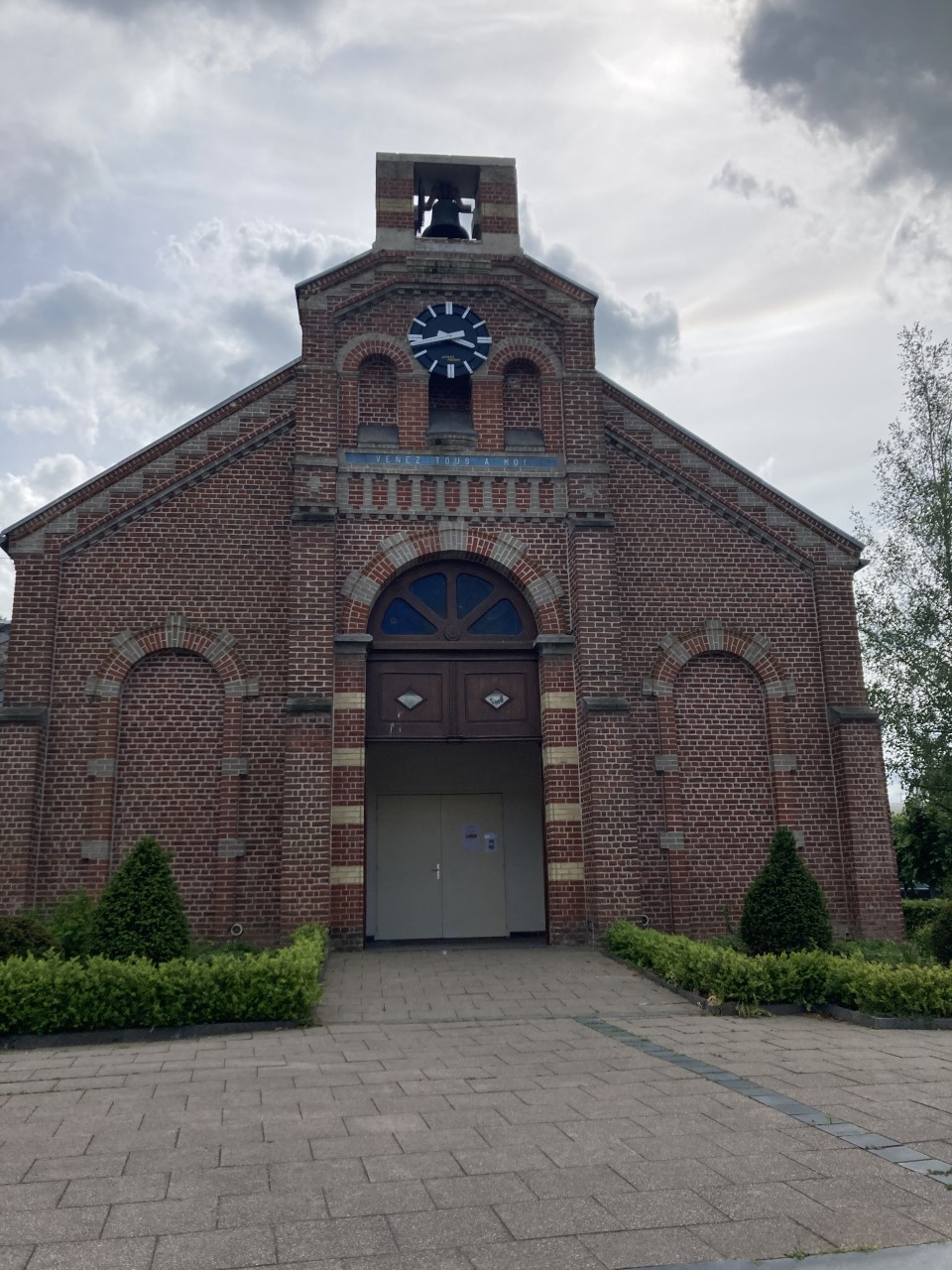
Kirche Saint-Martin
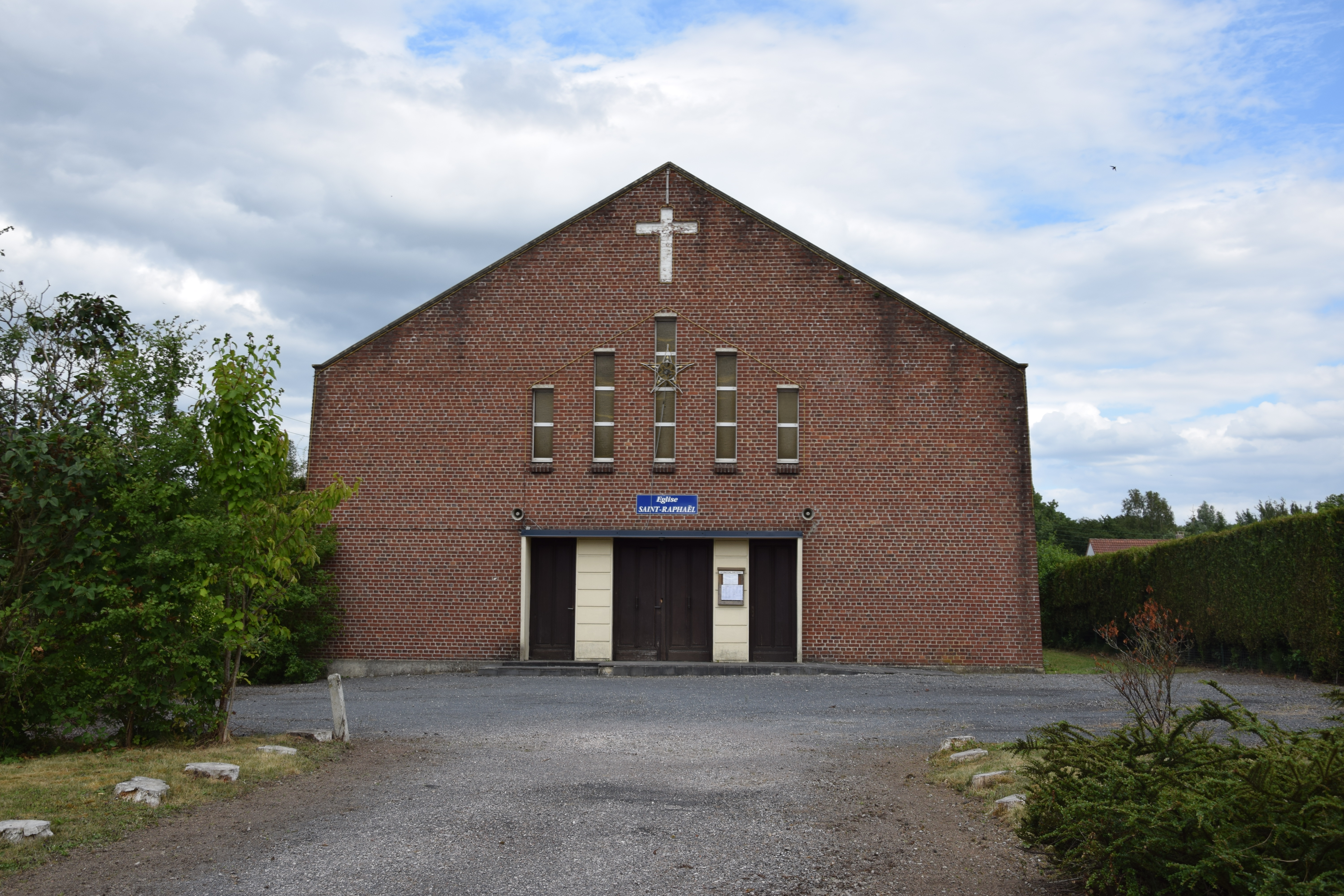
Kirche Saint-Raphaël
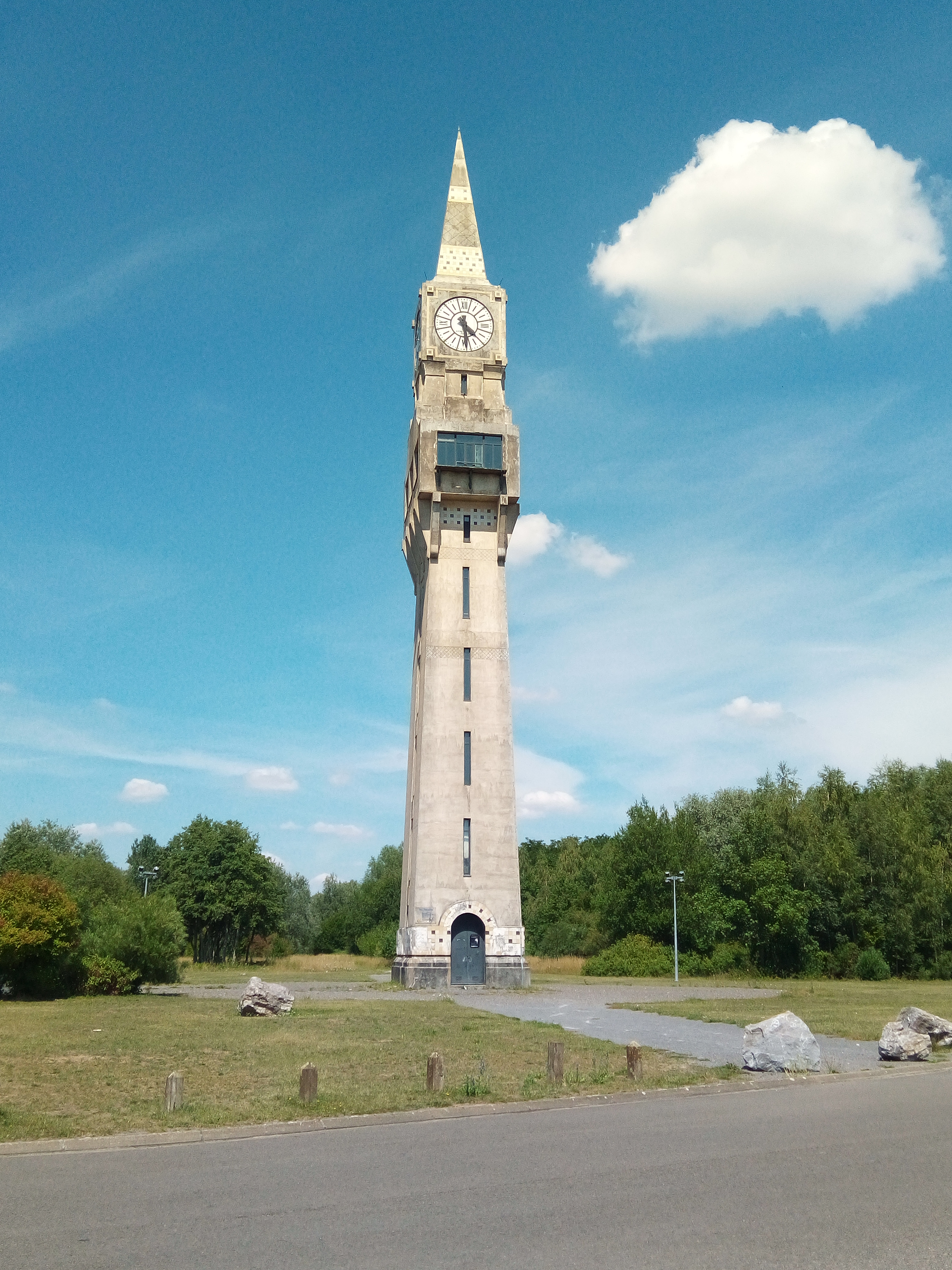
Uhrturm

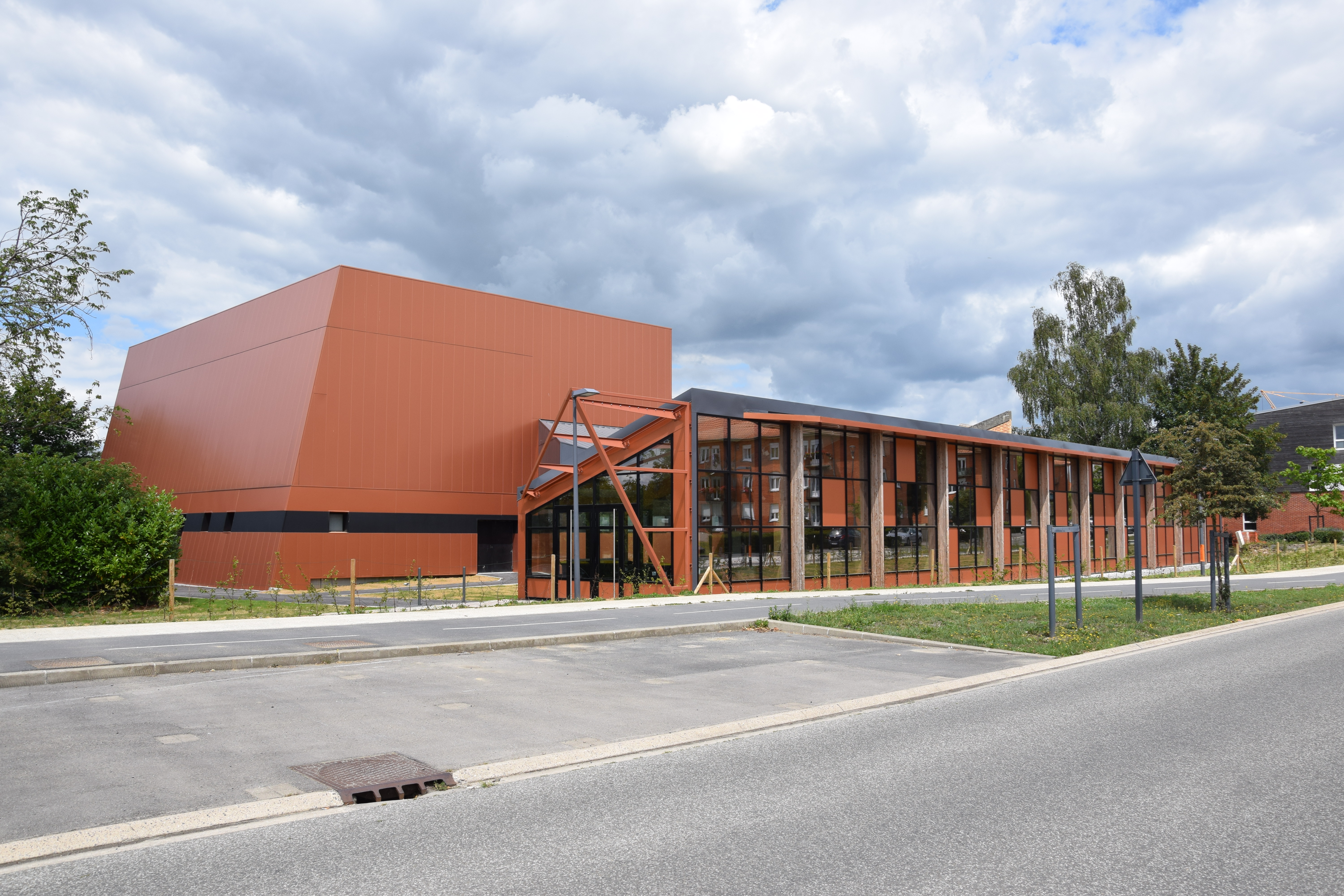
Theater Leo Ferre
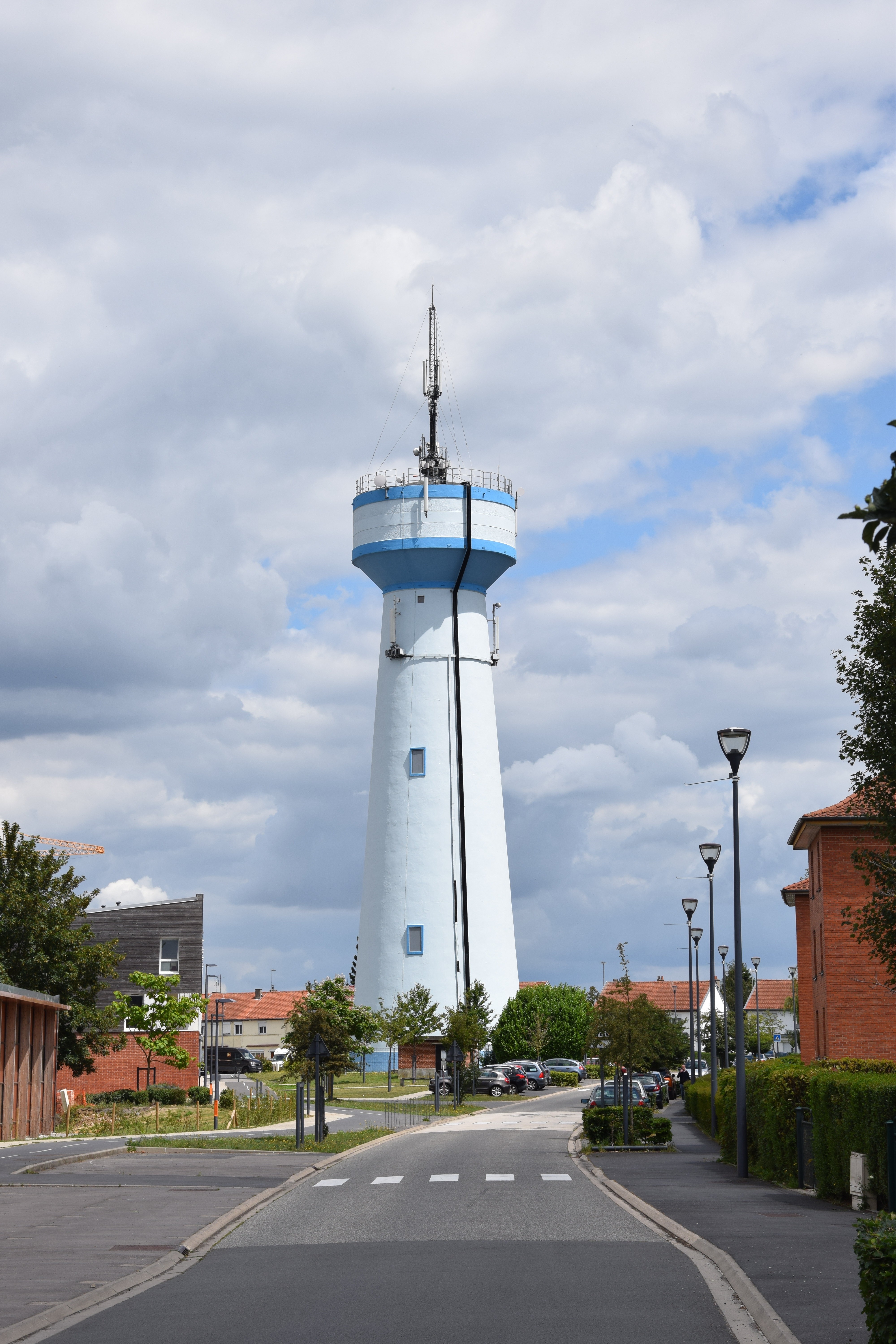
Wasserturm
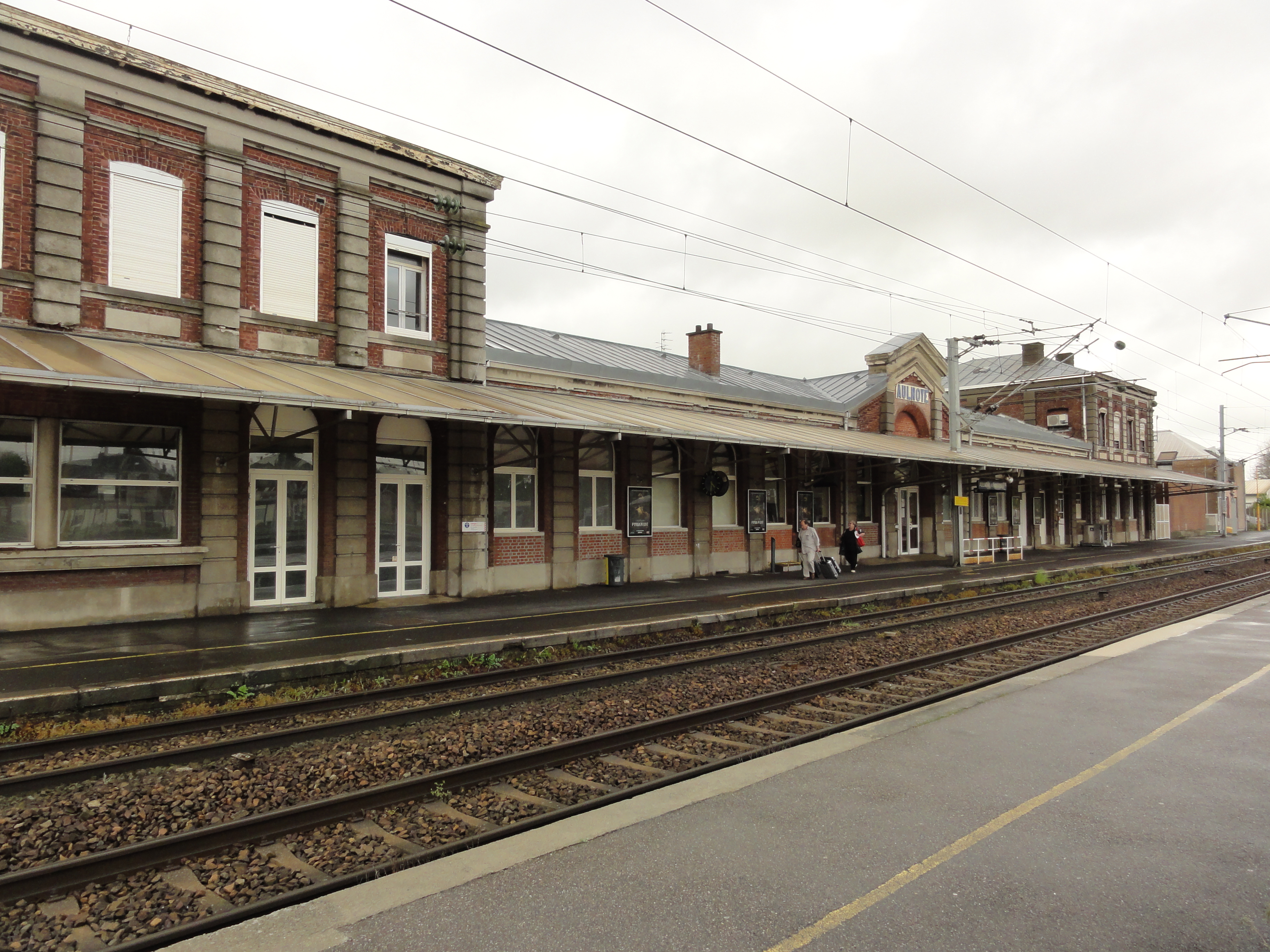
Bahnhof
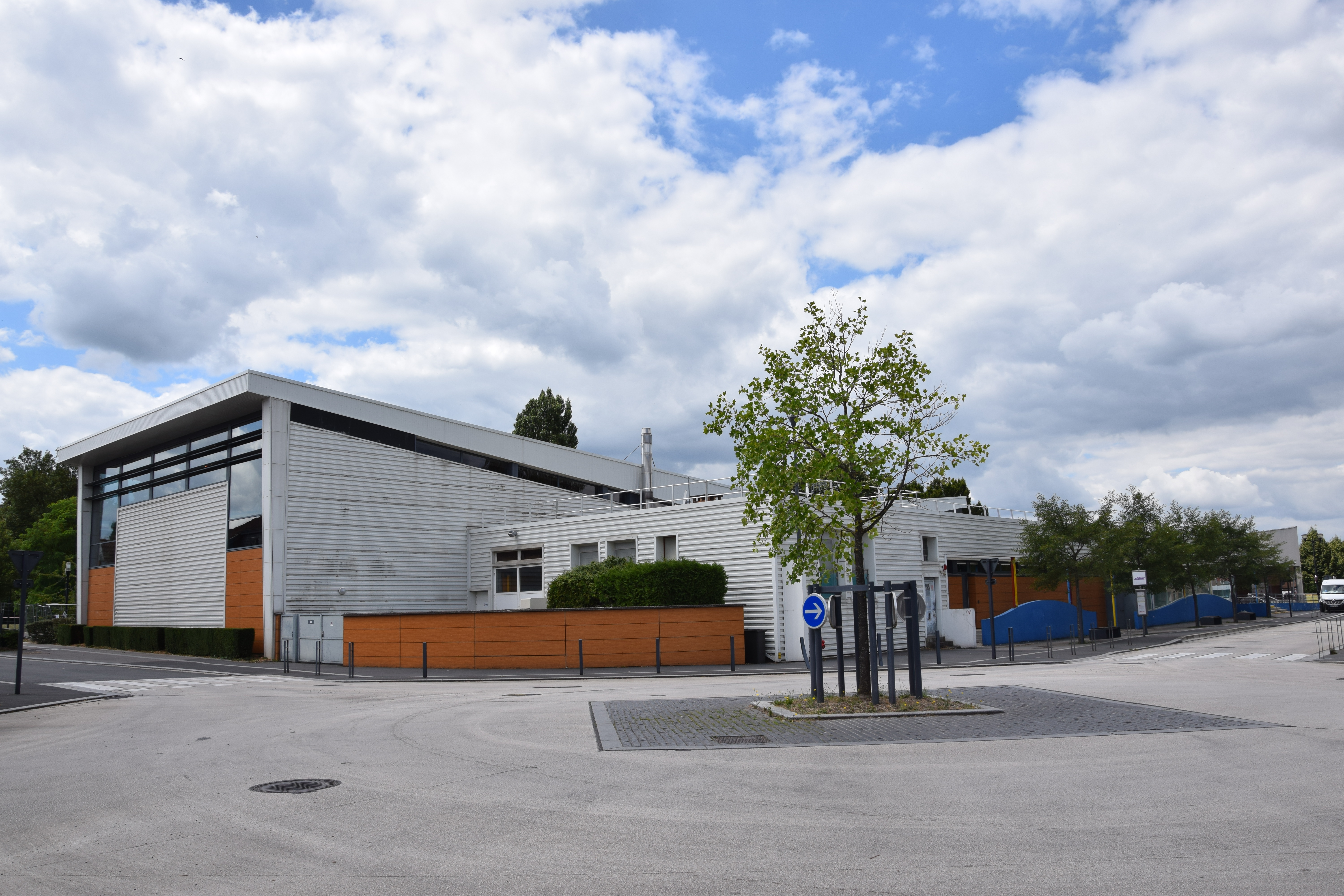
Schwimmbad
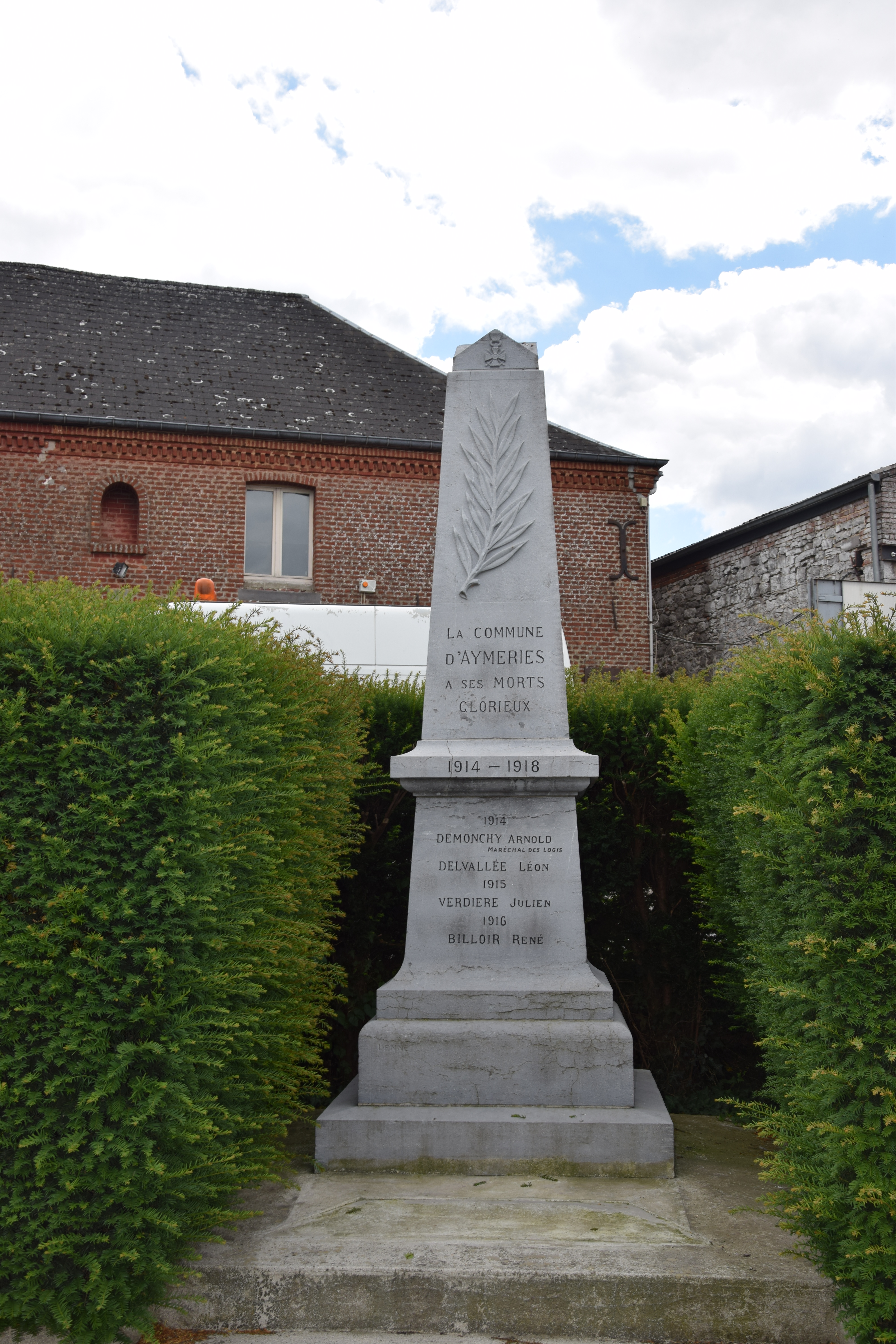
Gefallenendenkmal

## Städtepartnerschaft
- Quedlinburg in Sachsen-Anhalt ist Partnerstadt von Aulnoye-Aymeries